# Tyrannenbreitrachen

Verbreitungsgebiet des Tyrannenbreitrachens (grün)

Der Tyrannenbreitrachen (Sapayoa aenigma), auch Grünbreitrachen genannt, ist eine Schreivogelart, die im östlichen Panama, im westlichen Kolumbien und im nordwestlichen Ecuador vorkommt.

## Merkmale
Tyrannenbreitrachen sind kleine Schreivögel mit stämmigem ovalen Körper, mittellangen Flügeln und einem mittellangen Schwanz. Sitzend nehmen sie eine relativ aufrechte Position ein. Der Kopf ist mittelgroß mit einem kräftigen, breiten Schnabel mit einem kleinen Haken an der Spitze der oberen Hälfte. Der Hals ist kurz und dick. Die Beine sind kurz, die Zehen sind kurz und dick. Die Vögel sind grünlich bis dunkel gelb-olivfarben. Männchen haben eine gelbe Brust.

## Lebensraum und Lebensweise
Tyrannenbreitrachen kommen in tropischen Regenwäldern auf Hügeln und kleinen Bergen in Höhen von 150 bis 900 Metern vor. Sie ernähren sich vor allem von Insekten und anderen Gliederfüßern. Außerdem werden kleine Früchte verzehrt. Ihre Nahrung suchen sie oft in kleinen Gruppen, oft auch zusammen mit anderen Vogelarten, meist aus den Familien der Ameisenvögel oder der Töpfervögel.

## Fortpflanzungsbiologie
Der Tyrannenbreitrachen ist monogam und baut, vor allem aus Streifen von Rinden und Borken, ein birnenförmiges Nest, das von einem Ast herabhängt. Das Gelege besteht meist aus zwei Eiern, die maximale Größe des Geleges ist unbekannt. Wahrscheinlich brütet nur das Weibchen. Beide Elternteile, manchmal auch noch Jungvögel aus vorherigen Bruten, versorgen die Jungvögel. Beobachtet hat man, dass unter anderem Laubheuschrecken, Schmetterlinge, Motten und Beeren verfüttert wurden.

## Systematik
Gattung und Art wurden im Jahr 1903 durch den deutschen Ornithologen Ernst Hartert erstmals wissenschaftlich beschrieben. Die Gattung Sapayoa ist seitdem monotypisch geblieben. Lange Zeit war unklar, in welche Vogelfamilie der Tyrannenbreitrachen gehört, und er wurde entweder den Schnurrvögeln (Pipridae) oder den Tyrannen (Tyrannidae) zugeordnet. Die US-amerikanischen Ornithologen und Molekularbiologen Charles Gald Sibley und Jon E. Ahlquist äußerten 1990 erstmals die Vermutung, dass der Tyrannenbreitrachen zu den Schreivögeln der Alten Welt (Eurylaimides) gehört, obwohl er in der Neuen Welt vorkommt. Diese Annahme wurde seit 2003 in einigen phylogenetischen Studien bestätigt und im Jahr 2006 wurde die zu den Eurylaimides gehörende Familie Sapayoidae eingeführt, mit Sapayoa als einziger Gattung.